# Ermanno Latella
Ermanno Latella (La Spezia, 1908 – Sassari, ottobre 1991) è stato un calciatore e allenatore di calcio italiano, di ruolo centrocampista.

## Carriera

### Giocatore
Disputa 5 partite con il Napoli nel campionato di Divisione Nazionale 1926-1927, pertanto è uno dei componenti della rosa dei partenopei nella prima stagione della loro storia.
In seguito milita nella Robur Siena, con cui disputa 17 partite nel campionato di Seconda Divisione 1930-1931; nella stessa annata partecipa anche ai campionati uliciani con il G.R. Spadaforte, di cui è capitano. A fine stagione lascia i toscani, e nella stagione 1934-1935 milita nel Bisceglie.

### Allenatore
Terminata la carriera da calciatore, diventa allenatore della Torres nel 1950, rimanendovi fino al febbraio 1953: vince un torneo regionale di Prima Divisione ed ottiene l'ammissione della squadra alla IV Serie, dopo che i sardi si classificano al terzo posto nel campionato di Promozione Interregionale 1951-1952.
Nelle stagioni successive rimane alla Torres come allenatore in seconda e preparatore, contribuendo alla promozione in Serie C nel campionato 1959-1960.